# Nasrallah Pierre Sfeir
Nasrallah Pierre Sfeir (1920 – 2019) là một Hồng y người Li Băng của Giáo hội Công giáo Rôma. Ông nguyên là Thượng phụ của Tòa Antioch thuộc Giáo hội Công giáo Maronite, Chủ tịch Hội đồng Giáo hội Maronite, Chủ tịch Hội đồng Thượng phụ và Giám mục Li Băng và Chủ tịch Liên Hội đồng các Giáo hội Đông Phương.

## Tiểu sử
Hồng y Sfeir sinh 15 tháng 5 năm 1920 tại Reyfoun, Li Băng. Sau quá trình tu học dài hạn tại các cơ sở chủng viện, ngày 7 tháng 5 năm 1950, Phó tế Sfeir tiến tới việc được truyền chức linh mục.
Ngày 19 tháng 6 năm 1961, ông được chọn là Giám mục Hiệu tòa Tarsus dei Maroniti, Đại diện Thượng phụ tòa Antioch. Việc tuyển chọn của Giáo hội nghi lễ Maronites được Giáo hội Công giáo Rôma xem xét và chuẩn y sau đó vào ngày 23 tháng 6. Sau khi nhận được sự chấp thuận từ phía Tòa Thánh, ngày 16 tháng 7 sau đó, Giáo hội Maronite đã cử hành nghi thức truyền chức Giám mục cho giám mục Tân cử Sfeir. Ba giáo sĩ tham sự nghi thức gồm chủ phong chính là Thượng phụ Tòa Antioch Pierre-Paul Méouchi. Hai vị giáo sĩ khác phụ phong gồm Giám mục Michael Doumith, giám mục chính tòa Giáo phận Sarba, thuộc Giáo hội Maronite và João (Jean) Chedid, O.M.M., Đại diện Thượng phụ Antioch. Tân giám mục chọn cho mình khẩu hiệu: Gloria Libani data est ei.
Hai mươi lăm năm tại chức ở vị trí Đại diện Thượng phụ, trong đại hội Giáo hội nghi lễ Maronite, các giám mục nhất trí chọn Giám mục Sfeir làm Thượng phụ Tòa Antioch, tọa lạc tại Li Băng, thuộc nghi lễ Maronite. Ngày 7 tháng 5 sau đó, phía Giáo hội Công giáo Rôma chính thức xác nhận cuộc bầu chọn này. Cũng từ ngày này, ông đảm nhận thêm hai chức danh Chủ tịch Hội đồng Giáo hội Maronite, Chủ tịch Hội đồng Thượng phụ và Giám mục Li Băng.
Qua Công nghị Hồng y 1994 tổ chức ngày 26 tháng 11, Giáo hoàng Gioan Phaolô II vinh thăng Thượng phụ Nasrallah Pierre Sfeir lên hàng Hồng y, tước danh Hồng y – Thượng phụ. Từ năm 2006, ông kiêm nhiệm thêm vị trí Chủ tịch Liên Hội đồng các Giáo hội Đông Phương.
Ngày 26 tháng 2 năm 2011, ông từ nhiệm vị trí Thượng phụ và các chức danh Chủ tịch khác đang nắm giữ, ở tuổi 91. Ông qua đời vào ngày 12 tháng 5 năm 2019.